# Sardocymia
Sardocymia là một chi bướm đêm thuộc họ Geometridae.